# Gornje Međurovo
Gornje Međurovo (cyr. Горње Међурово) – wieś w Serbii, w okręgu niszawskim, w mieście Nisz. W 2011 roku liczyła 1011 mieszkańców.